# Medora (Indiana)
Medora es un pueblo ubicado en el condado de Jackson en el estado estadounidense de Indiana. En el Censo de 2010 tenía una población de 693 habitantes y una densidad poblacional de 808,36 personas por km².

## Geografía
Medora se encuentra ubicado en las coordenadas 38°49′29″N 86°10′20″O / 38.82472, -86.17222. Según la Oficina del Censo de los Estados Unidos, Medora tiene una superficie total de 0.86 km², de la cual 0.85 km² corresponden a tierra firme y (0.6%) 0.01 km² es agua.

## Demografía
Según el censo de 2010, había 693 personas residiendo en Medora. La densidad de población era de 808,36 hab./km². De los 693 habitantes, Medora estaba compuesto por el 97.26% blancos, el 0.14% eran afroamericanos, el 0.14% eran amerindios, el 0% eran asiáticos, el 0.43% eran isleños del Pacífico, el 0% eran de otras razas y el 2.02% pertenecían a dos o más razas. Del total de la población el 1.01% eran hispanos o latinos de cualquier raza.